# Шварихинское сельское поселение
Шварихинское сельское поселение — муниципальное образование в составе Нолинского района Кировской области России.
Центр — село Швариха.

## История
Шварихинское сельское поселение образовано 1 января 2006 года согласно Закону Кировской области от 07.12.2004 № 284-ЗО.

## Население
| 2010  | 2012  | 2013  | 2014  | 2015  | 2016  | 2017  |
| ----- | ----- | ----- | ----- | ----- | ----- | ----- |
| 1351  | ↘1289 | ↘1261 | ↘1214 | ↘1170 | ↘1139 | ↘1109 |
| 2018  | 2019  | 2020  | 2021  |       |       |       |
| ↘1056 | ↘986  | ↘947  | ↘911  |       |       |       |

## Состав
В поселение входят 14 населённых пунктов (население, 2010):
| - село Швариха — 774 чел.; - деревня Безводное — 0 чел.; - деревня Еремино — 125 чел.; - деревня Ершово — 0 чел.; - село Зыково — 242 чел.; - деревня Ключи — 0 чел.; - деревня Кормилята — 1 чел.; | - деревня Липино — 83 чел.; - деревня Мелянда — 1 чел.; - деревня Полом — 6 чел.; - деревня Удельное — 1 чел.; - деревня Хмелевка — 108 чел.; - деревня Чистовражье — 2 чел.; - деревня Шалаги — 8 чел. |